# 梁伯韜
梁伯韜 （英語：Francis Leung，1955年—)，香港投資銀行家，前意馬國際 (港交所：0585) 主席兼非執行董事。

## 簡歷
梁伯韜童年居於九龍牛頭角，曾就讀於慈幼學校（1962年起入讀小三，1966年小六）、慈幼英文學校（1971年）及玫瑰崗學校，中學畢業後曾擔任學校實驗室助理，其後到加拿大升學，1980年在多倫多大學取得工商管理碩士學位，並返回香港，在香港上海匯豐銀行附屬的獲多利財務任財務顧問，其後任職於萬國寶通國際有限公司（今花旗銀行）。1988年與在萬國寶通時擔任其上司的英國人杜輝廉合資創辦私人銀行百富勤投資集團，並出任董事總經理。
1989年，百富勤以2.26億港元收購廣生行30%股權。1990年收購泰盛國際，易名百富勤投資。1990年代，中國國內不少企業在香港交易所上市，均由百富勤安排，包括上海石化、上海實業等，這些中國企業有紅籌股之稱，為梁伯韜帶來「紅籌之父」的稱號。但1997年發生亞洲金融危機，百富勤投資的印尼債券大幅下跌，1998年1月百富勤宣佈清盤，香港政府委任獨立委員會對其清盤進行調查。
百富勤清盤後，梁伯韜轉往法國巴黎銀行旗下法國巴黎百富勤出任行政總裁，並於2001年初成為副主席。2001年7月1日，梁伯韜轉回花旗集團任職，出任投資銀行所羅門美邦亞洲區主席及董事總經理。

## 與李嘉誠的關係
梁伯韜與李嘉誠關係密切，李嘉誠旗下長和系的公司的上市及融資安排，皆由梁伯韜擔任指揮。早於1981年國際城市上市，梁伯韜已有參與。1987年梁伯韜為長江實業安排供股集資。2000年科網熱潮中，梁伯韜則成功令Tom.com上市，在公開招股中獲得669倍超額認購。2002年再成功令長江生命科技上市。
2006年6月16日，電訊盈科獲得多家外資財團洽購其電訊及媒體資產，包括澳洲麥格理銀行及美國新橋資本，作價接近600億港元，但電盈第二大股東中國網通集團對此表示反對，據報中國政府亦反對出售計劃。2006年7月10日，梁伯韜以91.6億港元，收購李澤楷持有的23%電訊盈科股份，成為大股東。外間認為他是得到李嘉誠的支持進行收購，以解決中國網通反對出售資產的僵局。
2006年9月中，梁伯韜終向傳媒透露，收購電盈股權的首期資金是由長實主席李嘉誠，即李澤楷之父借出。梁伯韜在7月10日繳付來自李嘉誠的5億港元訂金予電訊盈科母公司盈科拓展，但於7月19日已連本帶利歸還，而李嘉誠並未涉及收購電盈股權事件。傳媒報導梁伯韜是受到新加坡交易所的壓力而披露事件。

## 獎項
- 1991年 全年最佳商人銀行家 《亞洲貨幣》
- 亞太資本市場25大風雲人物  EuroWeek雜誌
- 2000年 最佳銀行家 Financial Intelligence Asia
- 2000年 電訊、傳媒及科技股最佳銀行家 Financial Technology Asia

## 公職
- 第十二屆全國政協委員

## 相關
- 法國巴黎百富勤

## 資料來源
- 從屋村仔到紅籌之父：梁伯韜沉浮錄
- 梁伯韜是誰？李嘉誠的“御用銀行家” （页面存档备份，存于）
- "紅籌之父"梁伯韜馳騁銀行業20年 （页面存档备份，存于）
- 梁伯韜90億港元接手電盈23%股權 Archive.today的存檔，存档日期2013-04-28
- 網通說歡迎“紅籌之父”梁伯韜入主電盈 （页面存档备份，存于） 人民網

1. ↑  . 華僑日報. 1962-06-30: 13  [2023-06-22]. （原始内容存档于2025-04-18）.
2. ↑  . 華僑日報. 1966-07-21: 22  [2021-10-28]. （原始内容存档于2021-10-29）.
3. ↑   (PDF). 慈幼學校舊同學會編輯委員會. 1996-9  [2020-12-22]. （原始内容存档 (PDF)于2022-07-16）.
4. ↑   (PDF). 慈幼學校舊同學會編輯委員會. 2010-8  [2020-12-23]. （原始内容存档 (PDF)于2022-10-14）.